# Romeo Olteanu
Romeo Olteanu (n. 3 mai 1952, Zărnești, România) este un politician român, membru al Partidul Social Democrat. Începând din anul 2008 îndeplinește funcția de viceprimar al municipiului Iași. În 20 iunie 2012 a fost învestit în funcția de prefect al județului Iași.

## Biografie
Romeo Olteanu s-a născut la data de 3 mai 1952, în orașul Zărnești (județul Brașov), fiind fiul lui Romul și Elena Olteanu. După absolvirea Liceului Teoretic din Zărnești, a urmat cursurile Facultății de Chimie și inginerie chimică din cadrul Institutului Politehnic “Gh. Asachi” din Iași, secția Tehnologia substanțelor organice.
În anul 1977, după absolvirea facultății, a fost repartizat ca inginer tehnolog la Întreprinderea "6 Martie" din Zărnești. Și-a efectuat serviciul militar cu termen redus în perioada octombrie 1978 – iunie 1979. În anul 1981 este transferat la Institutul de Cercetări Fibre Sintetice (CFS) din Iași pe postul de cercetător științific principal II și apoi pe cel de inginer șef producție. Până în anul 1995, când a plecat de la CFS, ing. Romeo Olteanu a realizat mai multe lucrări științifice, fiind și coautor la trei brevete de invenție.
În anul 1995, Romeo Olteanu a devenit director general al SC Iași XXI SCA Iași, o firmă care avea ca acționar majoritar Consiliul Municipal Iași și care se ocupa de conducerea și administrarea fondului imobiliar și a activităților de comerț. Firma administra spațiile primăriei, o parte din chiria obținută fiind folosită de Primărie ca finanțare pentru echipa de fotbal Politehnica Iași. Această societate s-a desființat în anul 2002, iar Romeo Olteanu a devenit director general al SC Fotbal S.A. Iași, societate nou-înființată.
De-a lungul timpului, Romeo Olteanu a fost membru a trei partide: PNL (1992-1999), Partidul Moldovenilor (1999-2002) și PSD (din 2002). Începând din anul 1992, el a fost neîntrerupt consilier local în cadrul Consiliului Municipal Iași. A urmat în această perioadă un curs de administrare publică locală și un curs de evaluatori.
În ședința din 23 iunie 2008, Romeo Olteanu a fost ales ca viceprimar al Municipiului Iași, alături de Camelia Gavrilă, din partea PNL, după ce cei 12 consilieri locali ai PDL au părăsit sala în semn de protest .
Romeo Olteanu este căsătorit și are un copil. El vorbește limba rusă.